# Jóan Petur Davidsen
Jóan Petur Davidsen (født 3. november 1890 på Sandur, død 6. december 1972) var en færøsk håndværker, fagforeningsmand og politiker (JF). Han var den første formand for Havnar Arbeiðsmannafelag, stiftet i 1916. Davidsen sad i Lagtinget for Sandoy fra 1936 til sin død som 82 årig i 1972. Han var minister uden portefølje i Andrass Samuelsens regering 1948-50.
Davidsens datter Svava var gift med Tórálvur Mohr Olsen.